# Naturpark Flusslandschaft Peenetal

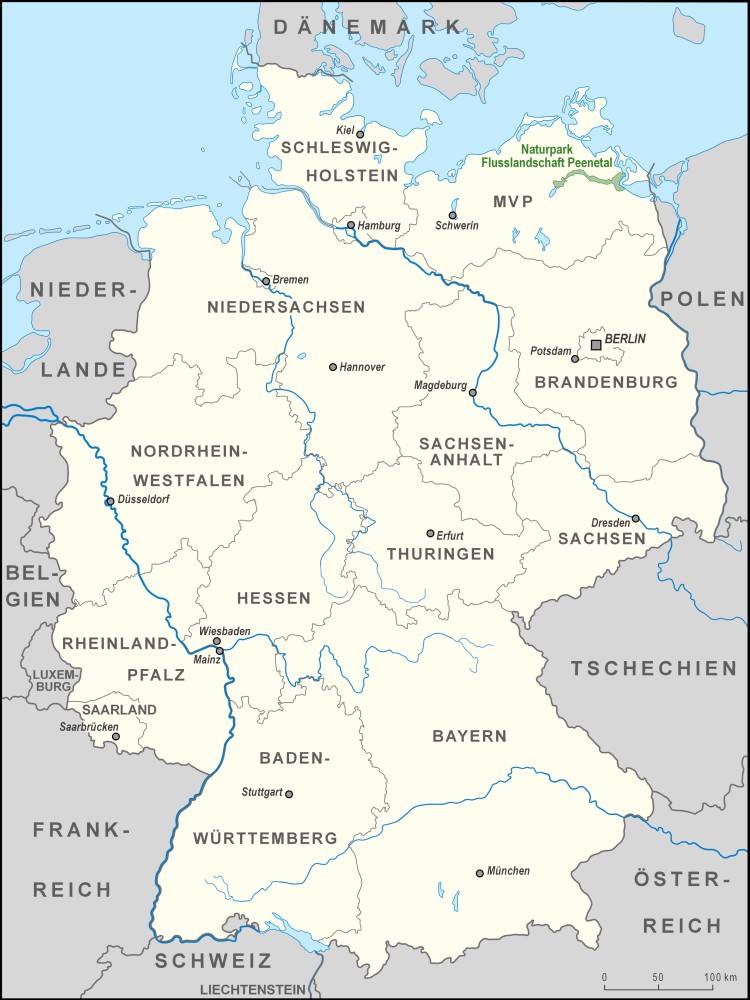
Lage des Naturparks Flusslandschaft Peenetal

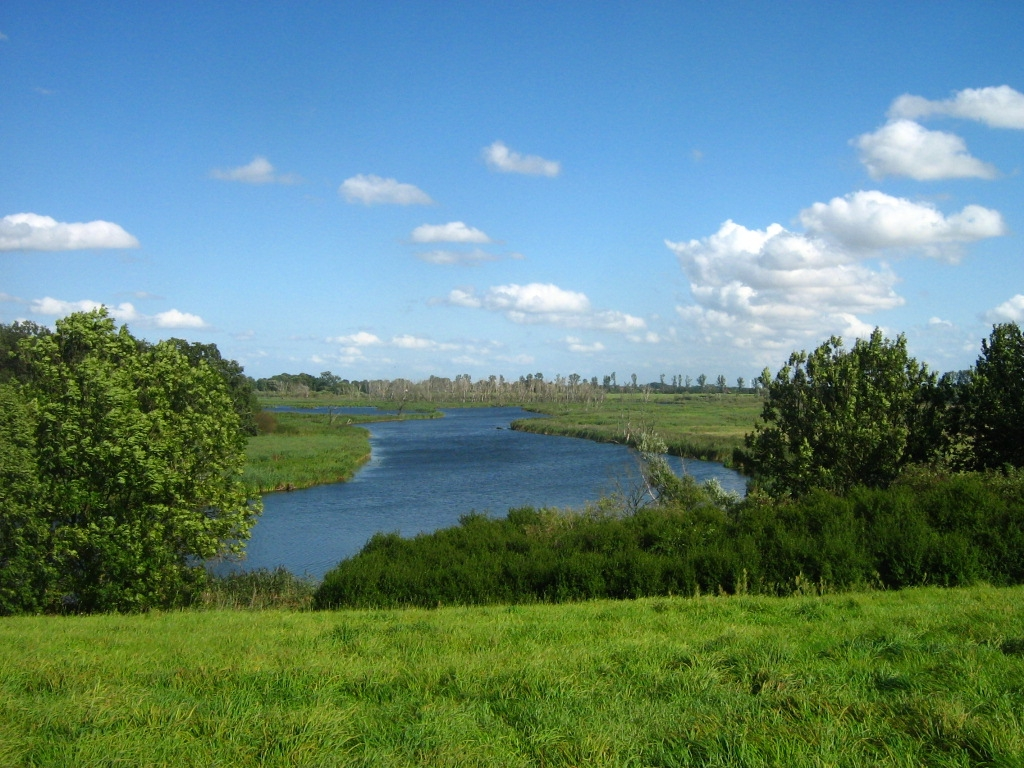
Die Peene hinter Demmin

Der Naturpark Flusslandschaft Peenetal ist ein Naturpark in Mecklenburg-Vorpommern. Er wurde am 19. Juli 2011 durch eine Landesverordnung gegründet. Sitz des Naturparks ist in Stolpe an der Peene. Das Peenetal gilt als das größte zusammenhängende Niedermoorgebiet Mitteleuropas. Dort wurden 156 Vogel- und 37 Fischarten gezählt, weshalb die Peene als der vermutlich artenreichste Fluss Mecklenburg-Vorpommerns genannt wird.

## Lage
Der Naturpark umfasst auf etwa 33.400 Hektar das Peenetal vom Auslauf am Kummerower See bis zur Mündung in den Peenestrom und somit einen Großteil der Flächen des Naturschutzgroßprojektes Peenetallandschaft. Im Gebiet existiert eine Naturstation sowie ein Förderverein für Naturschutzbelange.
Der Naturpark grenzt an zwei weitere Naturparke: im Westen an den Naturpark Mecklenburgische Schweiz und Kummerower See sowie im Osten an den Naturpark Insel Usedom, die beide Gebiete an den neuen Naturpark abtraten, damit das Peenetal komplett in nur einem Naturpark liegt.
Innerhalb des Naturparks liegen – von West nach Ost – folgende Naturschutzgebiete:
- Naturschutzgebiet Peenetal von Salem bis Jarmen
- Naturschutzgebiet Peenetal von Jarmen bis Anklam (Neuausweisung 2010 mit den bisherigen NSG Peenetal westlich des Gützkower Fährdammes, Peenewiesen bei Gützkow und Teilbereichen des NSG Unteres Peenetal (Peenetalmoor))
- Naturschutzgebiet Schwingetal und Peenewiesen bei Trantow
- Naturschutzgebiet Unteres Peenetal (Peenetalmoor)
- Naturschutzgebiet Anklamer Stadtbruch

## Geschichte
Die Flächen des Naturparks liegen im Projektgebiet des Naturschutzgroßprojektes Peenetallandschaft, das vom gleichnamigen Zweckverband mit Sitz in Anklam in den Jahren 1992 bis 2008 betreut wurde. Ein Fördervolumen von 31 Mio. EUR wurde für Flächenankäufe und Nutzungsanpassungen ausgegeben. Nach Projektende wurden verschiedene Varianten zur gesetzlichen Sicherung der Flächen diskutiert. Die Idee, einen Nationalpark zu errichten, wurde zugunsten der Sicherung als Naturpark aufgegeben. Im Juni 2010 wurde ein Netzwerk von Tourismusanbietern in der Peenetallandschaft, bestehend aus Bootsverleihern, Hotels, Natur- und Landschaftsführern sowie Betreibern von Rastplätzen, mit dem Europäischen Tourismuspreis Eden-Award 2010 ausgezeichnet.
Im Jahr 2010 wurde auch die Frage geklärt, was mit den Flächen des Zweckverbandes Peenetal-Landschaft sowie den Flächen in langfristigen Extensivierungsverträgen geschehen soll. Die ursprünglich vorgesehene Variante der kostenlosen Übertragung an die NABU-Stiftung Nationales Naturerbe wurde nach lokalen Widerständen aufgegeben zugunsten einer Flächenübertragung an die Wasser- und Bodenverbände. Der Zweckverband bleibt dabei bestehen. Die Wasser- und Bodenverbände übernehmen zusammen mit den Landwirten finanzielle Folgeverpflichtungen, etwa 100.000 EUR jährlich, aus dem Naturschutzgroßprojekt.
Ein Aufbaustab für den Naturpark begann am 1. Februar 2010 mit der Arbeit und setzte sich vier Schwerpunkte. Neben Naturschutzmaßnahmen sollten umweltverträglicher Tourismus, Öffentlichkeitsarbeit und Umweltbildung sowie der Einfluss auf nachhaltige Regionalentwicklung erörtert werden. Eine Lenkungsgruppe bestehend aus zwei Vertretern der Landkreise Demmin und Ostvorpommern, ein Vertreter aus der Forst-, Landwirtschafts-, Naturschutz- und Naturparkverwaltung unterstützte fachlich beratend die Arbeit. Die jährlichen Kosten des Naturparks wurden auf 500.000 Euro geschätzt, wobei sich die Landkreise und das Land Mecklenburg-Vorpommern beteiligen wollten.